# Гладкий Лог
Гладкий Лог — деревня в Андреапольском районе Тверской области. Входит в состав Андреапольского сельского поселения.

## География
Деревня расположена в 25 километрах к юго-западу от районного центра Андреаполь. Железнодорожная станция на линии Бологое — Великие Луки. Через деревню протекает река Бездетка (бассейн Западной Двины).
Часовой поясДеревня Гладкий Лог, как и вся Тверская область находится в часовой зоне МСК (московское время). Смещение применяемого времени относительно UTC составляет +3:00.

## История
На топографической карте РККА 1923—1941 годов обозначена деревня Гладкий Лог. Имела 23 двора.
В 1995—2005 годах деревня являлась административным центром ныне упразднённого Гладкологского сельского округа.
По состоянию на 1996 год в Гладком Логе находилось 28 хозяйств и проживал 51 человек.

## Население
| 2002 | 2010 |
| ---- | ---- |
| 35   | ↘17  |

Национальный состав
Согласно результатам переписи 2002 года, в национальной структуре населения русские составляли 100 % от жителей.